# Coentro
Coentro (Coriandrum sativum, do grego κορίαννον) é uma planta glabra, da família Apiaceae, de flores róseas ou alvas, pequenas e aromáticas, cujo fruto é diaquênio e cuja folha, usada como tempero ou condimento, exala odor característico.
Para a maioria das pessoas, o coentro tem um sabor azedo mas, para aproximadamente um quarto da população, as folhas têm um sabor que lembra sabão. Esta diferença está relacionada com um gene que detecta certos aldeídos presentes nas folhas.

## Origem

Flores de coentro

Embora de origem incerta, sabe-se que os antigos egípcios já o utilizavam para embalsamar os corpos e como planta medicinal (atribuíam-se-lhe propriedades digestivas e calmantes e, quando usado externamente, para alívio de dores das articulações e reumatismos). É provavelmente originário da bacia do Mediterrâneo, onde os gregos e os romanos o utilizavam em pratos e bebidas.
O coentro é muito utilizado nas cozinhas indiana e árabe. Em Portugal, é frequente no Alentejo para enriquecer pratos como as açordas, as tradicionais sopa de cação e a carne de porco à alentejana. Serve igualmente para temperar saladas. Mais a sul, no Algarve, a sua utilização é mais rara. Na região da grande Lisboa, o seu uso era limitado. No entanto, desde há algum anos, também esta zona do país se rendeu ao seu aroma perfumado e passou a integrá-lo na sua alimentação.
No Brasil, o coentro é muito utilizado na culinária nordestina e também na região Norte.

## Cultivo
O coentro pode ser plantado em jardineiras, vaso e até mesmo em copos de 200 ml, mas nesse último caso o desenvolvimento é um pouco prejudicado. A colheita poderá ser feita após aproximadamente 50 dias da plantação da semente. O ciclo de produção dessa hortaliça é relativamente curto, se comparado ao de outras plantas como a salsa.

## Composição Nutricional
As folhas de coentro cruas são fontes de cálcio, ferro, vitamina A, ácido ascórbico e outros micronutrientes, componentes que agregam valor nutritivo ao alimento, já que fazem parte de vários processos metabólicos dos seres humanos.
Um dos produtos da erva, o óleo essencial de coentro, apresenta compostos voláteis diversos, e dentre eles se destacam o linalol -principal composto responsável pelos valores medicinais do coentro que possui efeitos protetores contra doenças neurodegenerativas, câncer e doenças metabólicas- a cânfora, acetato de geranila e para-cimeno.

## Benefícios à saúde
O coentro possui atividade antioxidante (concentrada principalmente no caule e folhas da erva) em alimentos, é capaz de inibir a oxidação ao atuar como um sequestrador de radicais livres e de oxigênio, quelante e agente redutor. Dessa forma, pode ser adicionado na indústria alimentícia como um aditivo responsável pela conservação do produto final, aumentando sua vida de prateleira. Além disso, o composto linalol auxilia no efeito cardioprotetor de redução da pressão arterial por causa da sua capacidade de vasodilatação provocada pelos flavonóides inibidores da enzima conversora de angiotensina (proteína responsável pela contração dos vasos sanguíneos), e outros benefícios cardioprotetores como seus efeitos antiarrítmico, melhora do perfil lipídico e biomarcadores cardíacos ou enzimas e ainda possui ação analgésica útil para alívio de sintomas como enxaqueca.
Pode-se citar a influência do coentro no metabolismo de lipídios, que tem sido estudada recentemente. O coentro, é uma erva aromática que atua na diminuição significativa dos níveis de triacilgliceróis e do colesterol, a partir da inibição da enzima que participa das reações de síntese da molécula, a HMG CoA redutase. Pode-se observar também um potencial hipoglicêmico, fator bastante importante na prevenção de doenças como diabetes, aterosclerose e complicações vasculares crônicas, além de um efeito ansiolítico.
O óleo essencial, por sua vez, tem ação antimicrobiana contra microrganismos patogênicos, como bactérias B. subtilis, Stenotrophomonas maltophilia, Sthapylococcus aureus, Bacillus cereus, Escherichia coli e fungos à exemplo do Penicillium expansum. Além disso, são conferidos ao óleo essencial do coentro inúmeras propriedades, com papel comprovado de antibiofilme - ou seja, que inibe a formação de biofilmes -, antioxidante, radical livre e preventivo ao câncer, à diabetes e à atividades mutagênicas, que podem causar danos à molécula de DNA que serão passadas às próximas gerações durante replicação celular.
O coentro tem sido utilizado para tratamento de distúrbios gastrointestinais causados por trânsito gastroinstestinal retardado (anorexia, vômitos, flatulência e indigestão) por causa da sua capacidade de estimular a secreção de ácido gástrico e o peristaltismo (contrações involuntárias do intestino delgado).
 

O extrato da raiz da erva possui propriedades anticancerígenas, mostrando efeitos significativos na prevenção da migração de células de câncer de mama e inibição de danos em fibroblastos.